# Tradescantia
Genre
Classification APG III (2009)
Les Tradescantia ou setcréasées sont des plantes herbacées monocotylédones de la famille des Commelinaceae. C'est un genre d'environ 75 espèces regroupant des plantes venant d'Amérique, aux feuilles engainantes et aux fleurs à trois pétales.

## Description
Ces plantes s'hybrident facilement et les sujets obtenus par croisement sont eux-mêmes souvent fertiles.
Elles sont appelées familièrement misères, en raison de leur tendance à coloniser les espaces, ou éphémères, car chaque fleur ne vit qu'une journée (mais la plante continue tout de même de fleurir au cours du temps).
Certaines d'entre elles, telles les misères pourpres (Tradescantia pallida) sont appréciées pour leur feuillage décoratif en appartement. D'autres, comme l'éphémère de Virginie, sont appréciées dans les jardins pour leur feuillage et leur floraison.

## Rusticité
La partie aérienne, gorgée d’eau, ne résiste pas aux gelées et disparaît complètement en hiver mais repart de la souche au printemps. 
Ainsi, les misères sont cultivées de préférence en intérieur, quoiqu'elles peuvent apprécier d'être sorties en été et s'acclimatent fort bien en serre, et gardent ainsi leur feuillage toute l'année.
Les éphémères, quant à elles, sont adaptées aux extérieurs et jardins, où elles s'étendent d'année en année. 

## Étymologie
La plante tient son nom, attribué par Carl von Linné, de John Tradescant Jr. (1608-1662), naturaliste et voyageur qui a introduit au Royaume-Uni de nombreuses plantes américaines récoltées au cours de ses trois voyages réalisés en Virginie. La première espèce décrite a été Tradescantia virginiana, native de l'Est des États-Unis (du Maine à l'Alabama) et du sud de l'Ontario au Canada. Elle fut introduite en Europe en 1629. Depuis, elle est cultivée comme plante ornementale.
La plus ancienne trace écrite du terme vernaculaire « misère » se trouve dans le Glossaire étymologique et historique des patois et des parlers de l'Anjou. Le terme qualifiait alors vaguement un orpin (Sedum album ou Sedum telephium).

## Toxicité
Certaines plantes du genre Tradescantia peuvent causer des réactions allergiques, des rougeurs et des démangeaisons sur la peau chez les animaux de compagnie (particulièrement les chats et les chiens), notamment T. albiflora (Scorbut Weed), T. spathacea (Moïse dans le berceau) et T. pallida (Cœur pourpre).

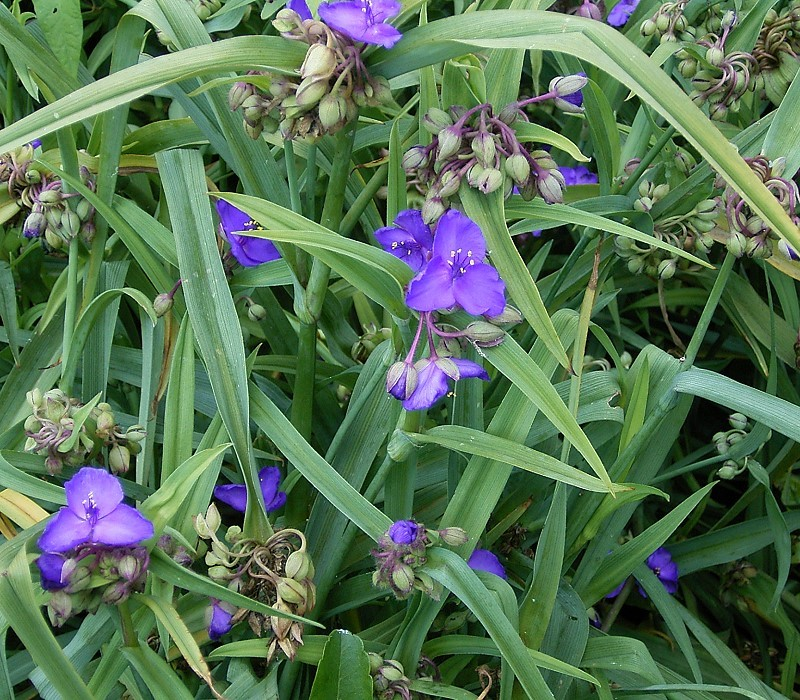
Tradescantia virginiana L. ou Éphémère de Virginie, cultivée comme plante ornementale dans de nombreux pays.

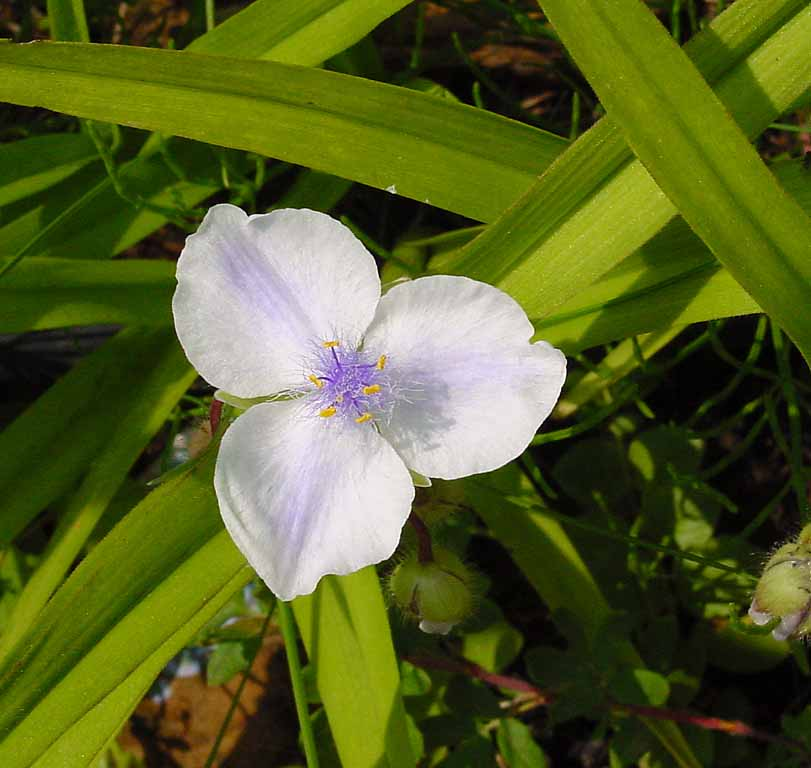
Details d'une fleur de Tradescantia Pueden, les trois pétales et les 6 étamines à pilosité bleue.

## Usages
Chez certains peuples autochtones d’Amérique, T. virginiana était utilisée dans le traitement de nombreux malaises, dont les céphalées, ou comme nourriture. C’est en outre une plante qui réagit visiblement à la radioactivité. En effet, les filaments du pistil de certaines Tradescantia, de couleur bleue, subissent une mutation et deviennent roses si on les expose à une source de radiations ionisantes, telles que les rayons gamma ; c’est ainsi l’une des rares plantes connues qui puisse être utilisée comme détecteur naturel d’une éventuelle radioactivité ambiante.

## Tradescantia Commelinoides
Tradescantia Commelinoides pousse en forêt tropicale, au Costa Rica notamment. L'une de ses particularités est qu'elle pousse dans des endroits sombres. Les feuilles de la plante présentent une coloration violette. Cette caractéristique est due à la présence de pigments violets appelés Anthocyanes situés dans la vacuole. Néanmoins, ces pigments violets n'ont aucun lien avec la photosynthèse. Cela explique donc la coloration de la plante alors même qu'elle pousse en endroits sombres.

## Liste d'espèces
- Tradescantia ×andersoniana W. Ludwig et Rohwederoyages
- Tradescantia bracteata Small ex Britt.
- Tradescantia brevifolia (Torr.) Rose
- Tradescantia buckleyi (I.M. Johnston) D.R. Hunt
- Tradescantia crassifolia Cav.
- Tradescantia crassula Link et Otto
- Tradescantia ×diffusa Bush (pro sp.)
- Tradescantia edwardsiana Tharp
- Tradescantia ernestiana E.S. Anderson et Woods.
- Tradescantia fluminensis Vell.
- Tradescantia gigantea Rose
- Tradescantia hirsuticaulis Small
- Tradescantia hirsutiflora Bush
- Tradescantia humilis Rose
- Tradescantia leiandra Torr.
- Tradescantia longipes E.S. Anderson et Woods.
- Tradescantia occidentalis (Britt.) Smyth
- Tradescantia ohiensis Raf.
- Tradescantia ozarkana E.S. Anderson et Woods.
- Tradescantia pallida (Rose) D.R. Hunt
- Tradescantia paludosa E.S. Anderson et Woods.
- Tradescantia pedicellata Celarier
- Tradescantia pinetorum Greene
- Tradescantia reverchonii Bush
- Tradescantia roseolens Small
- Tradescantia sillamontana Matuda
- Tradescantia spathacea Sw.
- Tradescantia subacaulis Bush
- Tradescantia subaspera Ker-Gawl.
- Tradescantia tricolor Hort. ex C.B.Clarke
- Tradescantia tharpii E.S. Anderson et Woods.
- Tradescantia virginiana L. ou Éphémère de Virginie
- Tradescantia wrightii Rose et Bush
- Tradescantia zanonia (L.) Sw.
- Tradescantia zebrina hort. ex Bosse

## Galerie de photographies

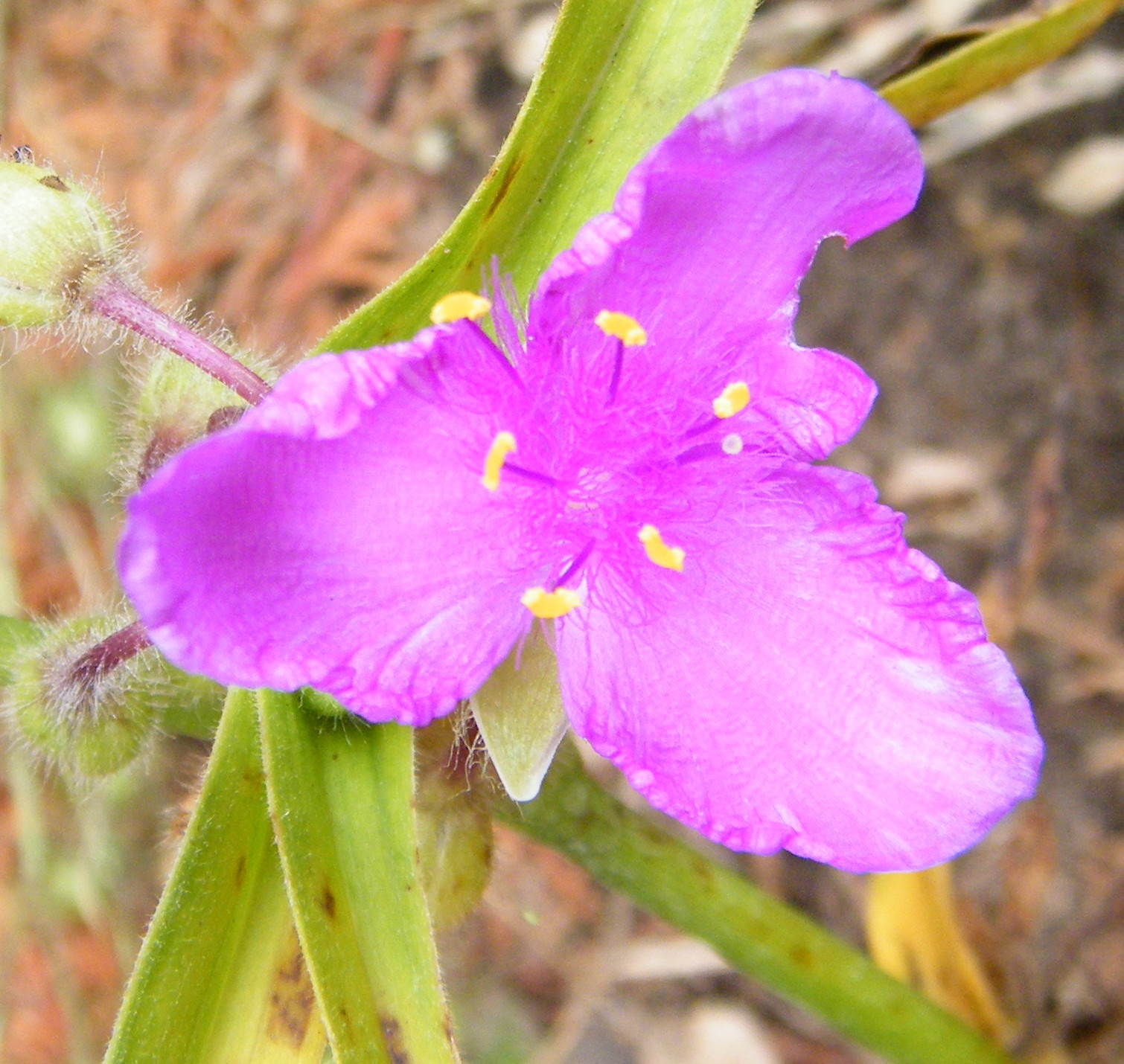
Fleur de Tradescantia x andersoniana "Concord Grape".
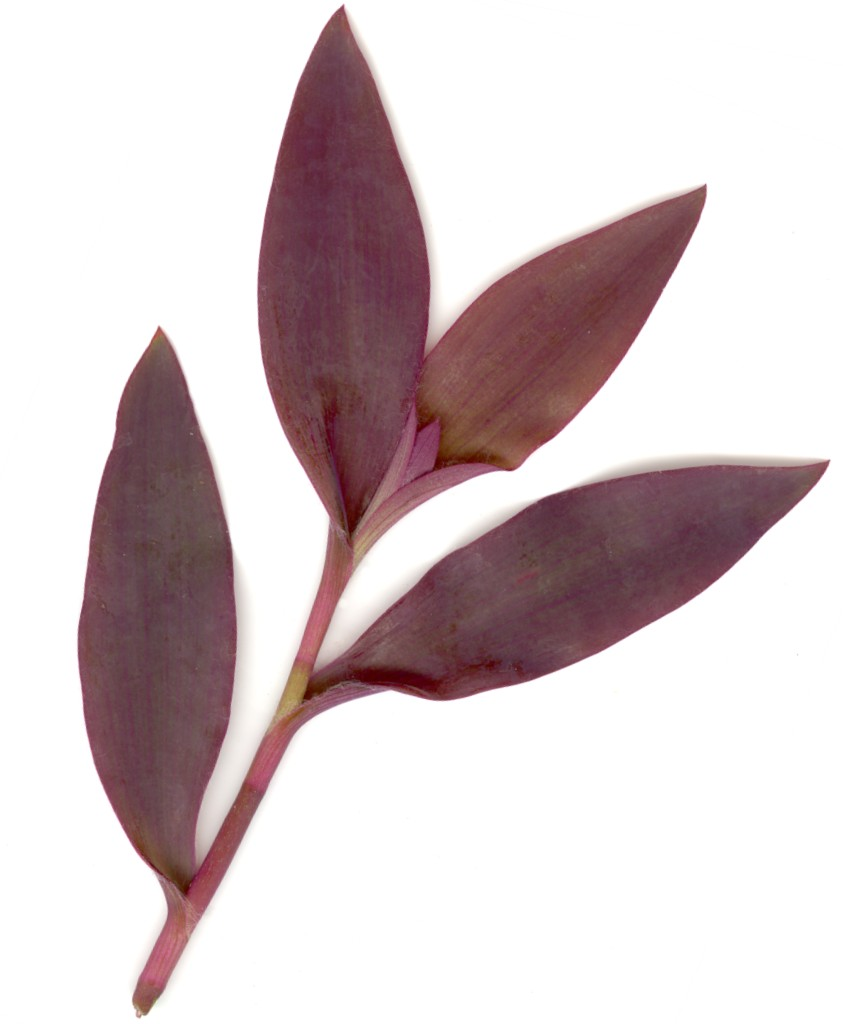
Dessus de feuilles de Tradescantia pallida cv. "Purple Heart".
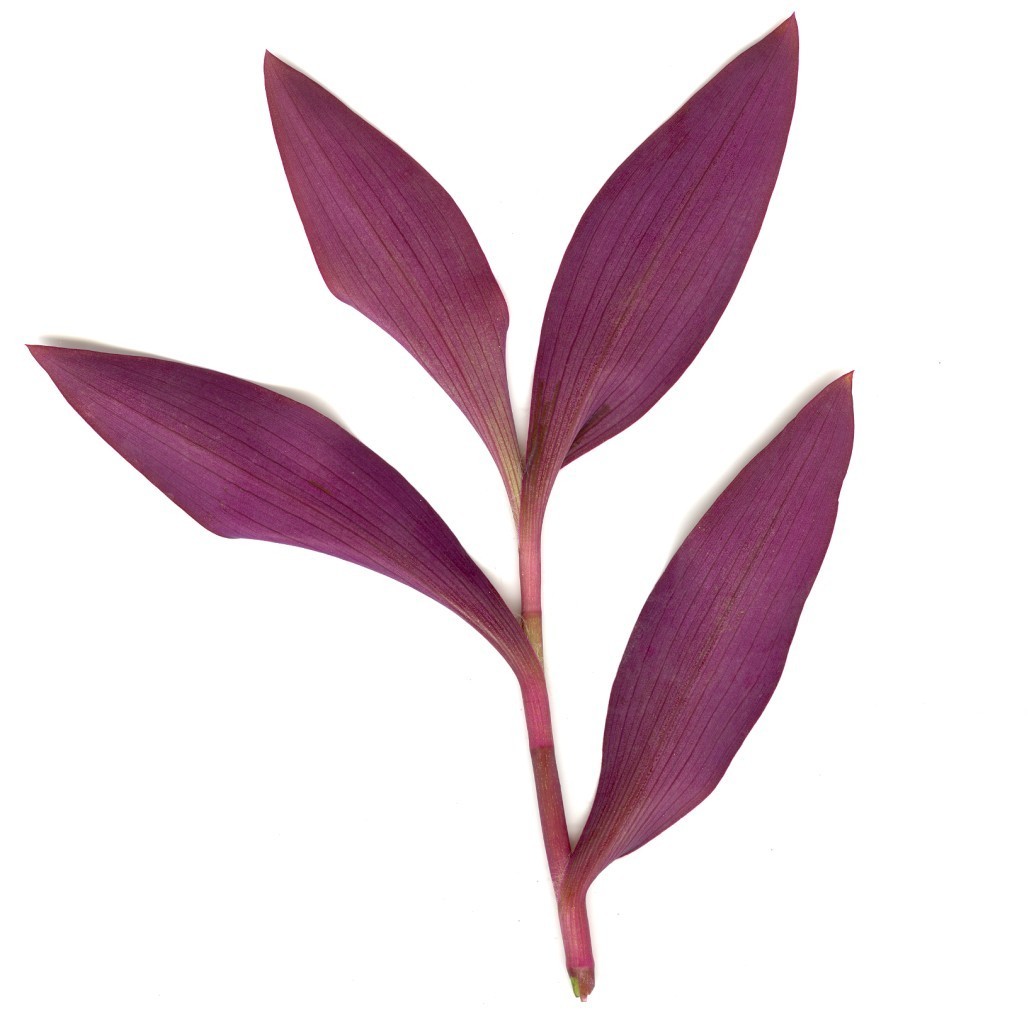
Dessous de feuilles de Tradescantia pallida cv. "Purple Heart".
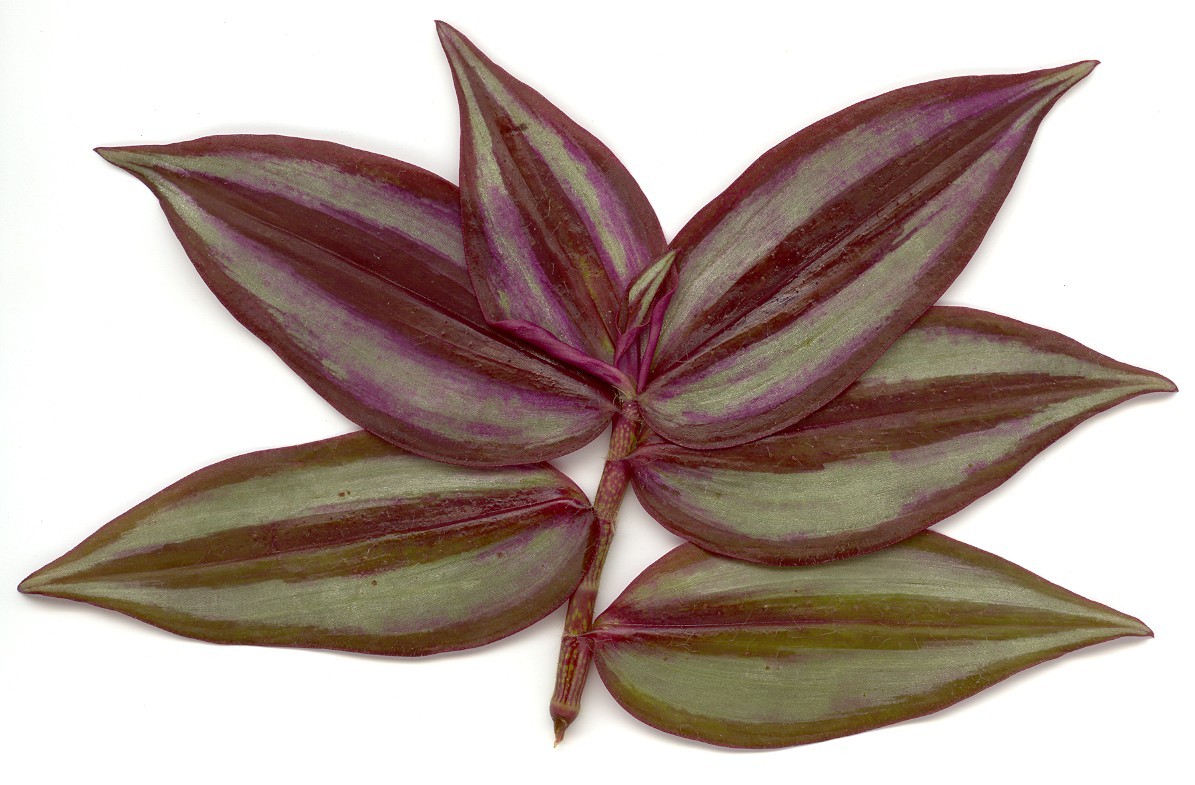
Dessus de feuilles de Tradescantia zebrina cv. "Tricolor".
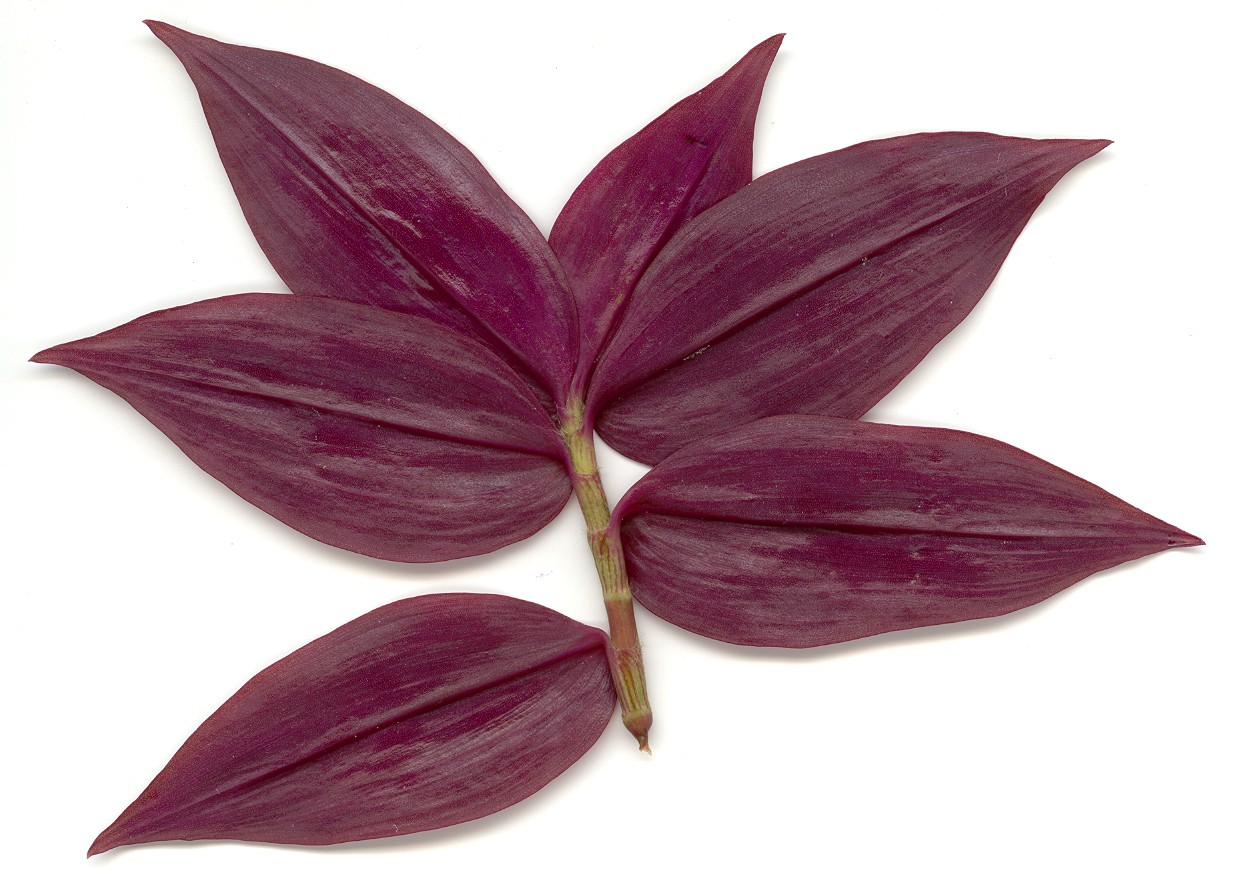
Dessous de feuilles deTradescantia zebrina cv. "Tricolor".
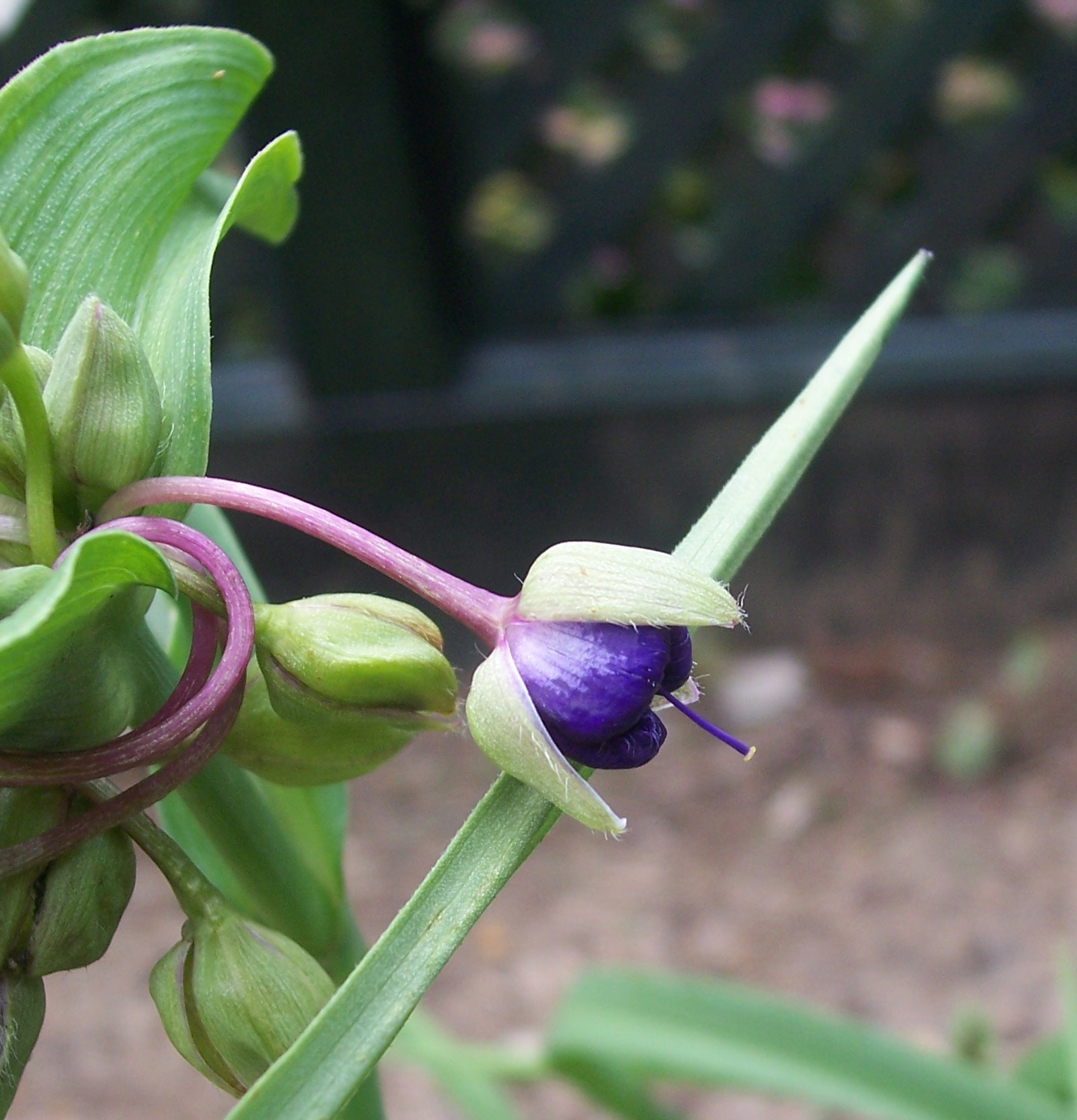
Bouton de Tradescantia.
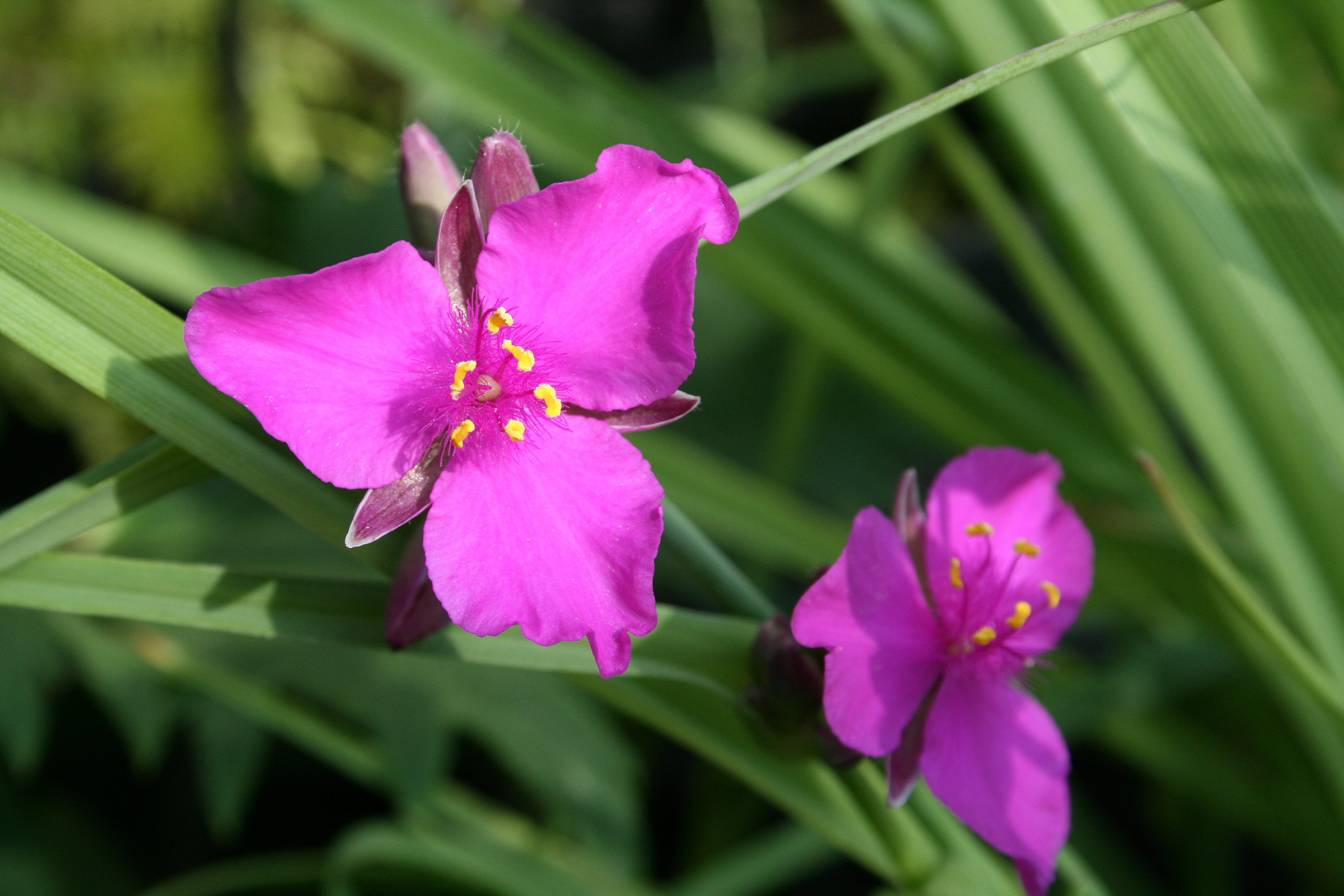
Misère : Tradescantia cv. "Red Grape".